# Max Müller
Friedrich Max Müller (Dessau, 6. prosinca 1823.  – Oxford, 28. listopada 1900.), njemački filolog i orientalist.
Max Müller je jedan od osnivača indoloških studija u zapadnom akademskom sustavu. Müller je doslovno stvorio pravac komparativne religije. Müller je radio znanstvene i popularne radove na temu indologije, koju je prvi proširio u Britaniji. Jedno od većih djela je serija od 50 knjiga Sacred Books of the East (Svete knjige istoka), komplet svetih tekstova Hinduizma, Budizma, Taoizma, Konfucijanizma, Zoroastrizma, Džainizma i Islama. Seriji knjiga je glavni urednik Max Müller, djelo slovi kao trajan spomenik Viktorijanskog doba.

## Djela
- A History of Ancient Sanskrit Literature So Far As It Illustrates the Primitive Religion of the Brahmans (1859.)
- Lectures on the Science of Language (1864., 2 vols.)
- Chips from a German Workshop (1867. – 75., 4 vols.)
- Introduction to the Science of Religion (1873.)
- India, What can it Teach Us? (1883.)
- Biographical Essays (1884.)
- The Science of Thought (1887.)
- Six Systems of Hindu Philosophy (1899.)
- Gifford Lectures of 1888. – 92. (Collected Works, vols. 1-4)
- Natural Religion (1889.)
- Physical Religion (1891.)
- Anthropological Religion (1892.)
- Theosophy, or Psychological Religion (1893.)
- Auld Lang Syne (1898.)
- My Autobiography: A Fragment (1901.)
- The Life and Letters of the Right Honourable Friedrich Max Müller (1902., 2 vols.)